# Rue Thouin
Pour les articles homonymes, voir Thouin.
La rue Thouin est une voie du 5e arrondissement de Paris, située dans le quartier de la Sorbonne (pour la partie à l'ouest de l'axe formée par la Rue Mouffetard et la Rue Descartes) et le quartier Saint-Victor (pour la partie à l'est).

## Situation et accès
La rue Thouin est accessible à proximité par les lignes 7 et 10 aux stations Cardinal Lemoine ou Place Monge.

## Origine du nom
Elle doit son nom au botaniste André Thouin (1747-1824) qui exerça au Muséum d'histoire naturelle voisin.

## Historique
Cette voie est ouverte, sur les fossés de l'enceinte de Philippe Auguste par arrêt du Conseil du Roi du 17 avril 1685 : 
- entre la rue du Cardinal-Lemoine et la rue Mouffetard sous le nom de « rue des Fossés-Saint-Victor » ;
- entre la rue Mouffetard et la rue de l'Estrapade sous le nom de « rue de Fourcy-Saint-Jacques » ou plus simplement « rue de Fourcy » en l'honneur du prévôt des marchands de cette époque Henri de Fourcy.

Par un décret du 2 octobre 1865, les 2 rues sont réunies sous le nom de « rue Thouin ».

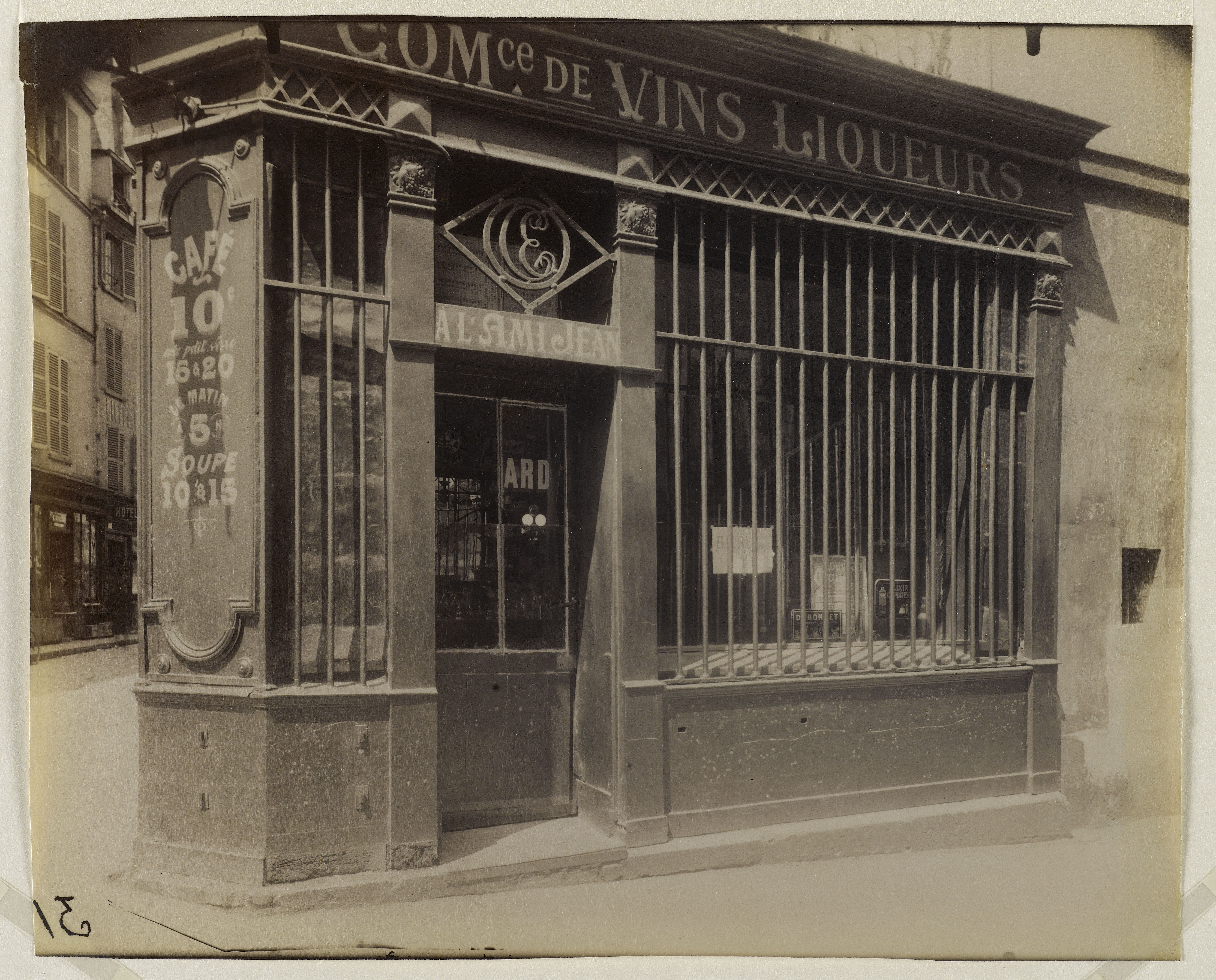
Grille du cabaret "A l'ami Jean", 8 rue Thouin (photographie d'Eugène Atget vers 1900).

## Bâtiments remarquables et lieux de mémoire
- L'arrière du lycée Henri-IV.
- Nos 2 à 6 : au XVIe siècle, dans les fossés de l’enceinte de Philippe-Auguste, des jeux de paume sont créés. Au XVIIe siècle, ils sont reconvertis en théâtres. Dans l’un d’entre eux, à cet emplacement, jouèrent Turlupin et Gros-Guillaume[2].
- No 4 : des restes de l'enceinte de Philippe Auguste; des vestiges de cette enceinte sont également visibles aux nos 10, 12 et 16 de la rue.
- No 10 bis : le Centre culturel arménien Mesrop.

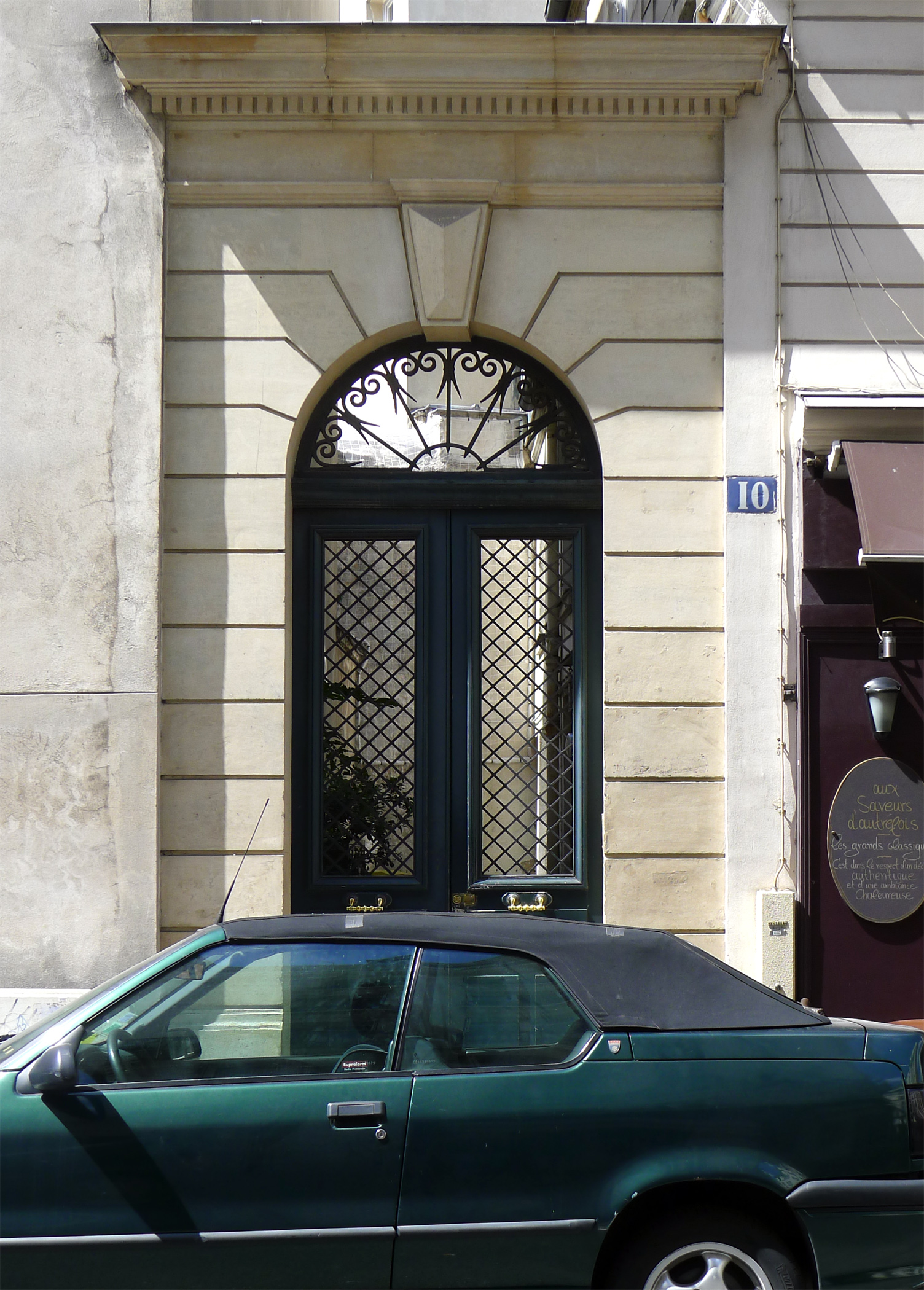
No 10 : mur du fond de la cour.
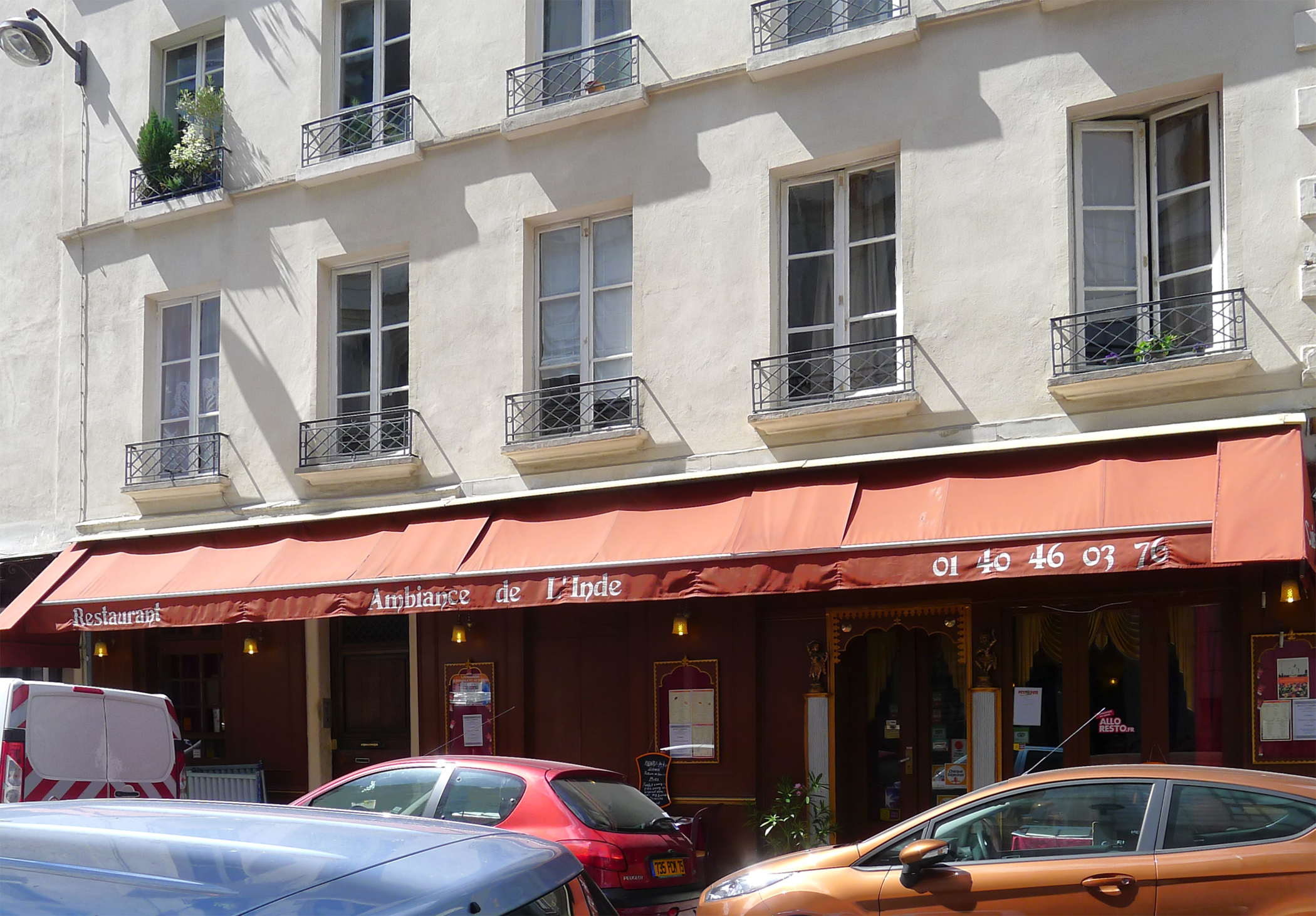
No 12 : mur intérieur.
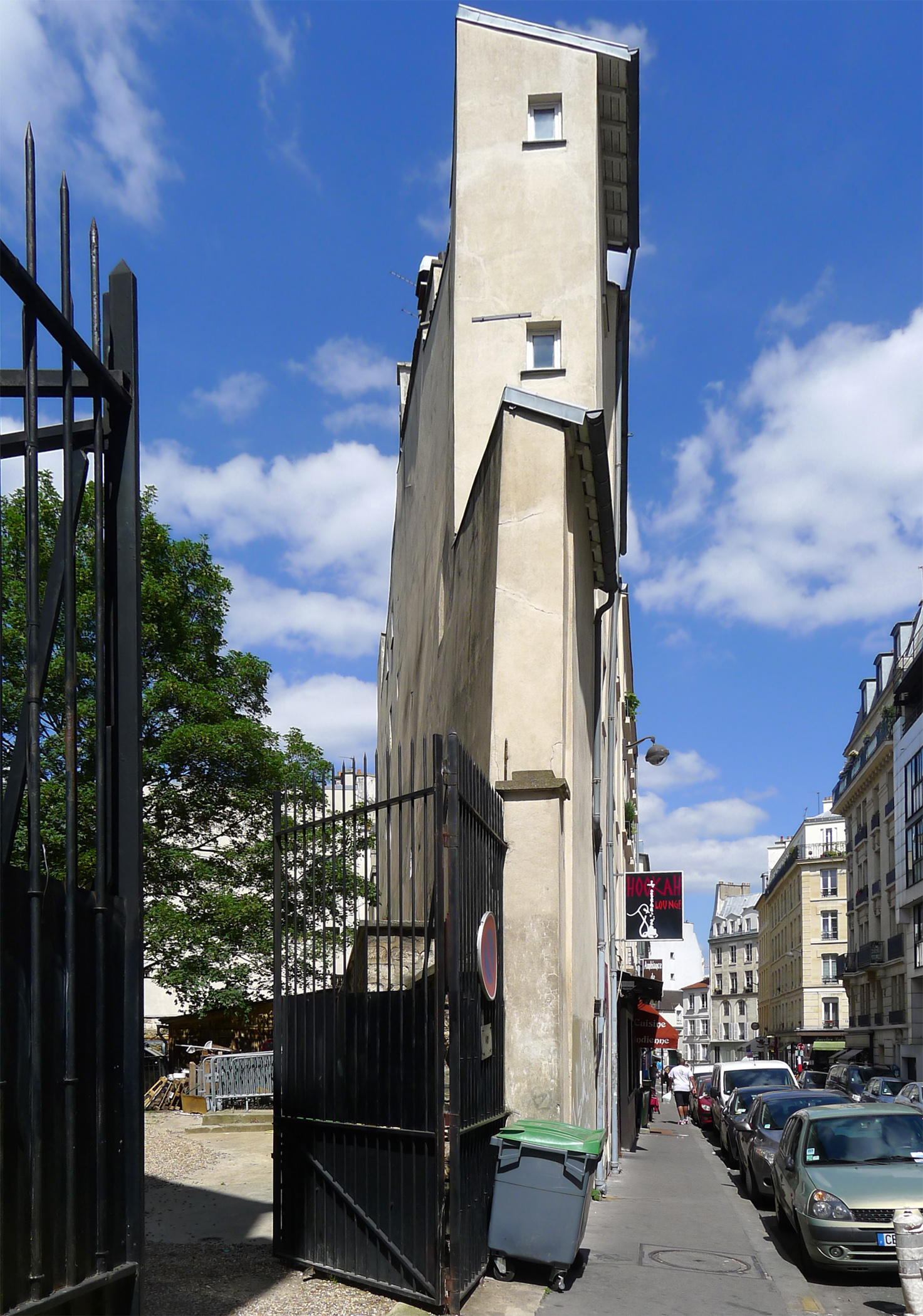
No 16 : vestiges adossés au mur côté cour de l'immeuble.

- Une des cinq fontaines Wallace du 5e arrondissement se trouve à sa jonction avec la rue de l'Estrapade.

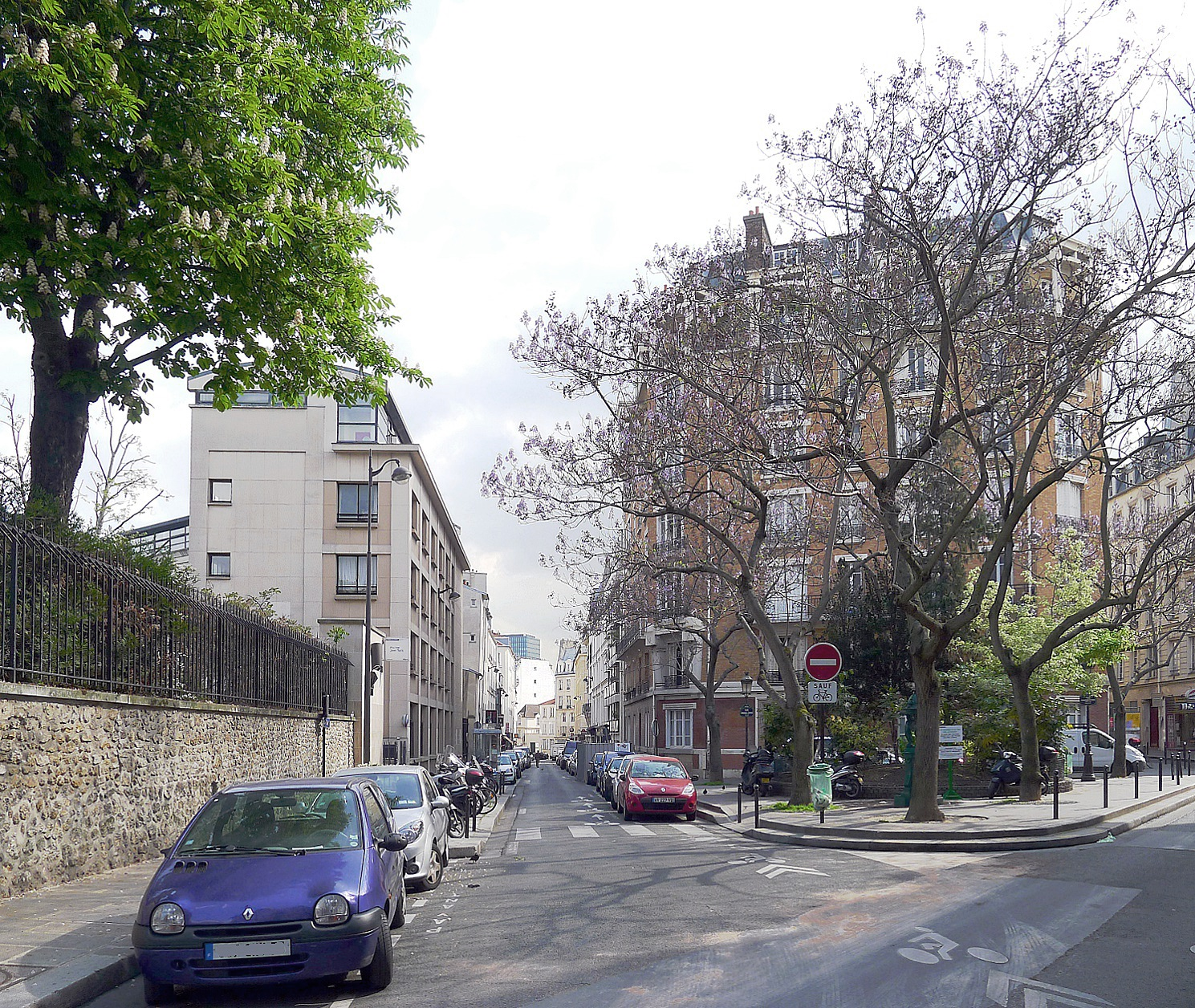
La rue vue de la rue de l'Estrapade au niveau de la place Emmanuel-Levinas.

- No 16 : piscine Jean-Taris.